# Часлав
Ча́слав (чеськ. Čáslav, нім. Tschaslau) — місто в східній частині Центральночеського краю Чехії, округ Кутна гора.

## Уроженці Часлава
- Ян Дюссек (1760—1812) — чеський композитор і піаніст.
- Філіп Максиміліан Опіц (1787—1858) — чеський ботанік-самоук, міколог.
- Йозеф Свобода (1920—2002) — чехословацький і чеський сценограф.
- Рудольф Тесноглідек (1882—1928) — чеський прозаїк, поет і журналіст.
- Мілош Форман (народ. 1932) — чесько-американський кінорежисер і сценарист.
- Людмила Форманова (народ. 1974) — легкоатлетка.
- Давид Яролім (народ. 1979) — чеський футболіст, півзахисник.